# Isocorypha mediostriatella
Isocorypha mediostriatella är en fjärilsart som beskrevs av James Brackenridge Clemens 1865. Isocorypha mediostriatella ingår i släktet Isocorypha och familjen äkta malar. Inga underarter finns listade i Catalogue of Life.